# Ураганы в Багамском архипелаге

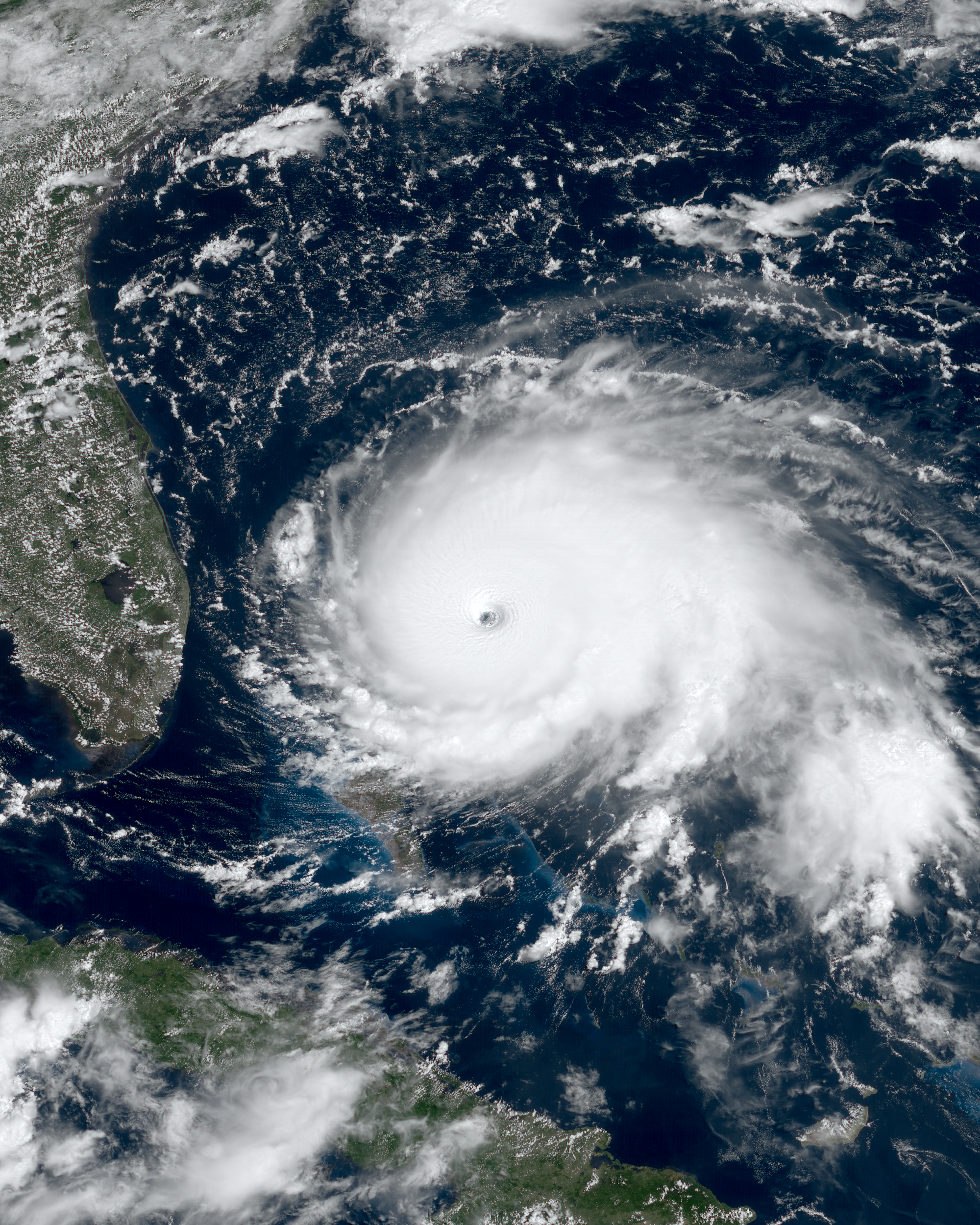
Ураган Дориан над островом Абако, 1 сентября 2019 года

Лукайский архипелаг, включающий в себя Содружество Багамских Островов и Британскую заморскую территорию островов Тёркс и Кайкос, находится в западной части Атлантического океана, к северу от Кубы и Антильских островов и к востоку и юго-востоку от Флориды. В силу своей географии, эти острова периодически подвергаются штормовым ветрам и ураганам. Зарегистрировано более 30 ураганов разной силы, в том числе четыре категории 5 по шкале Саффира — Симпсона. Чаще всего ураганы проходят здесь с августа по октябрь. С декабря по май ураганных ветров на Багамских островах не зафиксировано.

## XIX век
- 26 сентября 1852 года ураган небольшой силы Грейт-Мобил (Great Mobile) обрушился на самую южную часть архипелага. Ущерб неизвестен.
- Октябрь 1853 года ураган 2 категории с ветром 165 км/ч прошёл к северу от острова Большой Багама, в результате чего на островах погибло 12 человек.
- 25 сентября 1866 года большой ураган в Нассау (предположительно 4 категории), затронув острова Теркс и Кайкос, обрушился на Банамы. Пострадали все суда, находившиеся в море и в порту, были повреждены и разрушены почти все здания в столице. Общее число жертв этого урагана на всем его пути через западную Атлантику составило 383 человека.
- 15 августа 1871 года сильный ураган (категория 3) обрушился на самую северную часть архипелага, что привело к гибели  23 человек.
- 8 сентября 1883 года Багамские острова захватил ураган 2 категории. Он вызвал многочисленные крушения судов: почти 100 кораблей получили серьезные повреждения или перевернулись, в результате шторма погибло 53 человека.
- 1899 год. Долгоживущий ураган San Ciríaco, двигавшийся через Атлантику в августе, привёл к многочисленным разрушениям на больших островах. Жертвы на суше и в море составили более 334 человек. Были уничтожены многие дома корабли и лодки. Большой урон понесло сельское хозяйство.

## XX век
- 12 сентября 1908 года ураган 3-й категории достиг своего пика с максимальной продолжительной скоростью ветра 190 км/ч. Он прошёл над нескользкими островами. Значительный ущерб был зарегистрирован на островах Аклинс, Крукед-Айленд, Инагуа, Лонг-Кей, Лонг-Айленд, Рам-Кей и Сан-Сальвадор. 7 человек погибли при крушении судна.
- 30 сентября того же года ураган 2 категории ударил по острову Абако. Результатом непогоды стали разрушенные здания и почти полностью уничтоженные посадки цитрусовых, бананов и других культур. В кораблекрушении погибло 6 человек.
- 8 сентября 1919 года остров Андрос пересёк ураган категории 2-3 Судно Corydon врезалось в землю и затонуло во время шторма. 27 человек утонули.
- 15–16 сентября 1928 года ураган Окичоби 5 категории унёс 21 жизнь  на архипелаге.
- 5 сентября 1932 года Багамский ураган 1932 года (5 категория) обрушился на остров Большой Абако. Ущерб в Нассау, несмотря на его близость к центру урагана был минимален. Однако на Большом Абако дул ветер со скоростью до 260 км/ч. В соседнем Хоуп-Тауне 83 дома были разрушены, а еще 63 серьёзно повреждены. В Грин-Тёртл-Ки сильный штормовой нагон затопил остров: дома, церкви и предприятия. Только в Грин-Тёртл-Ки 6 человек погибли и еще 25 получили ранения[1].
- 29 августа 1933 года ураган Куба – Браунсвилл прошёл над юго-восточными Багамскими островами, а также островами Теркс и Кайкос, как кратковременный ураган 5-й категории, со скоростью ветра более 255 км/ч. Радиус ветров ураганной силы был небольшим.
- 6 октября 1933 года над Багамами прошёл Багамско-Кубинский ураган категории 3.
- 6–8 сентября 1965 года ураган категории 4 Бетси обрушился на северные Багамские острова, при этом одна станция в Грин-Тёртл-Ки регистрировала скорость ветра 243 км/ч. Другая станция в Хоуп-Тауне зафиксировала порыв 286 км/ч. Две роскошные яхты были уничтожены, а десятки небольших лодок получили повреждения. Мужчина погиб после того, как его корабль перевернулся в гавани Нассау. В торговом районе Бэй-стрит вода на улицах поднялась на 3 метра. В результате сильного ветра были повалены линии электропередач, а многие дома и предприятия были повреждены или разрушены. Ущерб был оценен в 14 миллионов долларов, большая часть которого составила ущерб урожаю[2][3].
- 2–5 октября 1966 года на Багамах остановился ураган Инес, принёсший с собой проливные дожди. Только в Нассау выпало 363 мм дождя, а в Грин-Тертл-Ки, Абако — 249 мм. В Нассау также образовался торнадо, в котором погиб 15-месячный ребенок и еще двое были ранены. Ему был присвоен рейтинг EF1. Самый сильный ветер на Багамах был в Вест-Энде на Большом Багама, где зафиксировали скорость 140 км/ч. Жертвами урагана стали 5 человек и был причинён ущерб на сумму около 15,5 миллионов долларов[4].
- 20–22 октября 1973 года  тропический шторм Гильда остановился к югу от островов Абако, принеся на острова проливные дожди и ветры, вынудив предприятия и школы закрыться. Пиковые порывы ветра 121 км/ч. Сообщалось о повреждении урожая, но общие потери незначительны, никто не погиб.
- 2 сентября 1979 года ураган Дэвид проходит через Багамские острова как категория 1–2 со скоростью ветра 110–130 км/ч. Общий ущерб Багамам незначителен.
- 24 августа 1992 года ураган Эндрю обрушился на Эльютеру с ветром 260 км/ч и рано утром на следующий день прошёл через южные острова Берри со скоростью 240 км/ч. Ураган причинил ущерб на сумму 250 миллионов долларов, при этом наибольший ущерб был нанесен Эльютере и Кэт-Кейс. На Багамах погибли 4 человека.
- 23–24 сентября 1998 года  ураган Жорж прошёл к югу от архипелага. Он принёс ветер со скоростью 110 км/ч на острова Тёркс и Кайкос и Южный Андрос, а также осадки. Хотя ущерб был минимальным, в стране погиб один человек[5].
- 28 августа 1999 года ураган Деннис вызвал массовые отключения электроэнергии на островах Абако и Гранд-Багама. Погибших и раненых нет, ущерба нет.
- 1 сентября 1999 года ураган Флойд принёс на Багамские острова ветер 249 км/ч и волны высотой до 15 метров. Штормовой нагон затопил многие острова. На Абако, Кэт, Сан-Сальвадор и Эльютера были разрушены многие дома, пострадали объекты коммунального хозяйства и связи, туристическая инфраструктура. Во Фрипорте утонул один человек.

## XXI век
- 5 ноября 2001 года ураган Мишель вызвал сильный ветер и наводнение. Почти 200 000 человек остались без электричества, так как ветром повалило много деревьев. В целом Мишель нанесла ущерб примерно на 300 миллионов долларов, но о смертельных случаях не сообщалось.
- 15–18 сентября 2003 года ураган Изабель вызвал сильные волны, обрушившиеся на Багамские острова.
- 2 сентября 2004 года ураган Фрэнсис категории 3 пронёсся по всем Багамским островам. Сильно пострадали растениеводство и лесное хозяйство.
- 1 ноября 2007 года ураган Ноэль вызвал сильные дожди и порывистый ветер. Самый серьезный ущерб от наводнения был зарегистрирован на Лонг-Айленде. На Эксуме погиб один человек.
- 25 августа 2011 года ураган «Ирен» обрушился на юго-восток Багамских островов вместе с островами Теркс и Кайкос. На Терксе и Кайкосе ураган достиг 1-й категории, повредив линии электропередачи и сорвав крыши. На Багамских островах ураган достиг берега в категории 3, при этом его глаз прошел над несколькими Багамскими островами. Пиковый порыв ветра достигал скорости более 220 км/час, осадки 330 мм. Ветры повредили десятки зданий, а в Лавли Бэй было уничтожено почти 90 процентов всех построек. Сообщается, что наибольший ущерб нанесён Кэт-Кей. Общий ущерб составил около 40 миллионов долларов США, о погибших или раненых не сообщалось.
- 1 октября 2015 года ураган Хоакин обрушился на юго-восток Багамских островов как ураган 4-й категории. Это был один из самых сильных известных ураганов на Багамских островах, по последствиям сравнимый с ураганом Эндрю в 1992 году. Хоакин непосредственно затронул около 7000 человек на архипелаге, разрушив 836 домов — 413 на Лонг-Айленде, 227 на Сан-Сальвадоре, 123 на Аклинсе, 50 на Крукед-Айленде и 23 на Рам-Кей. Хоакин нанес Багамскому архипелагу ущерб на сумму около 200 миллионов долларов.